# Avanguardia (arte)

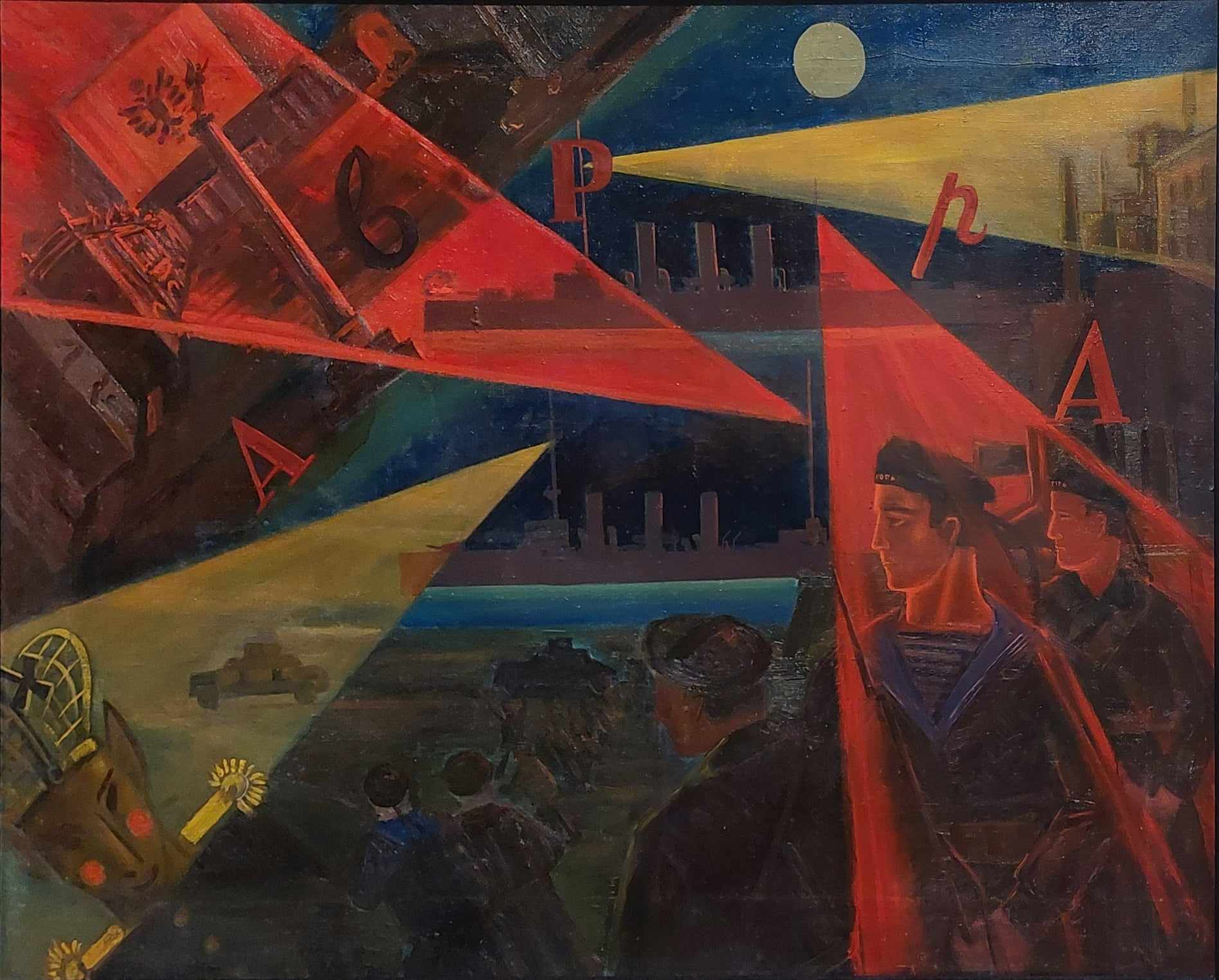
Il rovesciamento dell'autocrazia (Overthrow of Autocracy), dipinto d'avanguardia sovietico influenzato dalla rivoluzione politica.

Avanguardia è la denominazione attribuita ai fenomeni del comportamento o dell'opinione intellettuale, soprattutto artistici e letterari, più estremisti, audaci, innovativi, in anticipo sui gusti e sulle conoscenze.
Il termine descrive un movimento del XX secolo ma derivanti da tendenze politico-culturali ottocentesche, connotate dal costituirsi di raggruppamenti di artisti sotto un preciso manifesto da loro firmato. La nozione può quindi essere analizzata da due diversi punti di vista: sotto il profilo storico-critico o sotto quello teorico.

## Storia
Dal punto di vista storico, il termine avanguardia indica i movimenti e i gruppi costituitisi nel corso del Novecento (nonostante fosse un termine già in uso da metà ottocento), con un proprio arco evolutivo e una propria dinamica di conflitti interni ed esterni. In questo caso saranno considerati artisti di avanguardia gli autori che hanno aderito ai manifesti, oppure che hanno partecipato alle attività di gruppo (tenendo conto di adesioni, espulsioni e quant'altro). Su questo piano, l'avanguardia è oggettivamente riscontrabile nei dati, che spesso vanno ricostruiti attraverso una ricerca paziente delle tracce di azioni e operazioni alquanto effimere (infatti si tratta sovente di editoria alla macchia, oppure di performance di cui sono rimaste poche e sparse testimonianze).
Dal punto di vista storico, l'avanguardia ha attraversato tre fasi:
- le prime avanguardie o avanguardie storiche, nella prima metà del Novecento, caratterizzate da movimenti e manifesti, con tendenza a riversarsi nella attività politica tout court;

- le seconde avanguardie, o neoavanguardie, negli anni Cinquanta-Sessanta, caratterizzate dal dibattito critico e dalla guerriglia semiologica con i linguaggi della società di massa;

- e le terze avanguardie, ancora da mettere compiutamente in luce, apparse alla fine del secolo sotto la formula della terza ondata, caratterizzate dallo scontro con il postmoderno e dall'uso dei linguaggi del passato come strumenti eversivi.

## Analisi teorica
Dal punto di vista teorico, la nozione di avanguardia si può sintetizzare nei seguenti punti:
- L'avanguardia si costituisce come risposta dell'arte alla società borghese e al predominio della mentalità utilitaria e mercantile, nel momento in cui diventa chiaro che il mercato assorbe anche l'arte stessa. Nello sforzo di evitare la vendibilità, l'antagonismo dell'avanguardia si sviluppa su diversi livelli: a livello politico, con un atteggiamento sostanzialmente anarchico; a livello psicologico, con la consapevolezza della divisione del soggetto; a livello propriamente artistico, con il rifiuto dei canoni, dei modelli e dei generi tradizionali. L'atteggiamento estremista e provocatorio dell'avanguardia rigetta, da un lato, l'orizzonte della tradizione (portando al massimo grado la sfida dell'originalità), dall'altro la produzione del kitsch, ovvero l'invasione del cattivo gusto standardizzato. Si può dire, ancora più in generale, che l'avanguardia si oppone al senso comune, al grado medio, al banale.

- L'avanguardia porta alle estreme conseguenze i caratteri della modernità, lo spirito critico e l'ermeneutica del sospetto, tanto da poter essere definita come la modernità radicale. Arriva a mettere in dubbio le conformazioni della rappresentazione (la mimesi classica), forzandola ai limiti fino al punto di rottura, realizzando una rappresentazione problematica oppure deformata, parodistico-grottesca. Di qui le difficoltà dei suoi testi, ai quali solitamente il pubblico risponde dicendo che non si capiscono. Tuttavia, l'oscurità del significato immediato significa precisamente due cose: che il significato è da cercare nel gesto che i testi compiono (occorre una inedita immedesimazione nell'autore); e che viene richiesto al fruitore un atteggiamento di attenzione particolare, un vero e proprio lavoro di lettura, ben diverso da una tranquilla e scontata fruizione[3].

- Nel suo intento di uscire dalle istituzioni e di organizzare una contro-egemonia, l'avanguardia tende a costituire una istituzione alternativa ed aperta, riunendosi in gruppi, con una sua vocazione al lavoro collettivo (che è di per sé una sfida all'idea romantica del singolo individuo geniale). Per questo spesso è stata vista come una sorta di gruppo di pressione o di manipolo golpista, data anche l'origine militare del termine avanguardia[3]. Tuttavia, proprio se si pensa all'avamposto di un esercito, si può comprendere allora che l'avversario non può essere l'esercito che viene dietro e rispetto al quale l'avanguardia s'intende avanzata, ma quello che le si trova di fronte, o meglio il territorio ostile in cui gli esploratori mandati in avanscoperta si trovano ad operare, privi di alcuna garanzia. Uscendo dalla metafora, occorre considerare, nelle avanguardie artistiche, non solo la carica di innovazione, ma anche quella di ricerca (il cosiddetto sperimentalismo). In quanto attività di ricerca, di scavo o di sabotaggio delle configurazioni artistiche, l'antagonismo e il radicalismo artistico possono essere anche prodotti da sperimentatori isolati, che vanno quindi tenuti in considerazione nella mappa complessiva dell'avanguardia[3].

## Classificazione e tipologia

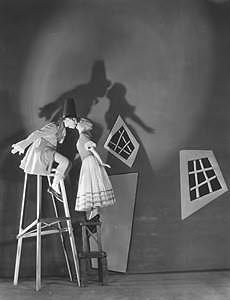
L'Amore di Zero, da un film di Robert Florey (1927)

Dal francese avant-garde (trad. "avanti alla guardia"), il termine, tratto dal linguaggio militare (l'avanguardia è il reparto che precede il grosso delle truppe per aprirgli il varco), è impiegato anche per indicare i diversi movimenti artistici del primo Novecento, caratterizzati da una sensibilità più "avanzata" rispetto a quella dominante: l'Espressionismo, l'Astrattismo, il Futurismo, il Dadaismo, la Metafisica, il Cubismo e il Surrealismo. In questo senso il termine era passato dal linguaggio militare a quello politico già intorno al 1830, per indicare il nuovo compito assegnato agli intellettuali, per lo più di sinistra, consistente nell'assumere il ruolo di guida morale e ideologica delle battaglie politiche del liberalismo dell'epoca. A partire dalla fine del XIX secolo, la nozione di avanguardia era stata usata metaforicamente per caratterizzare i movimenti letterari ed artistici che volevano essere più "avanti" rispetto ai contemporanei. In particolare ritenevano "moderno" rompere con la tradizione e criticare chi imitava i "classici".
Il primo ventennio del XX secolo ha visto il susseguirsi di fenomeni artistici di avanguardia, che attraverso i loro manifesti proponevano nuove forme pittoriche e plastiche, in sintonia con il mutare dei tempi.
I movimenti di avanguardia erano formati da gruppi spesso in polemica tra loro, ma dalla critica e dal contrasto scaturiva una grande spinta creativa.
Che si chiamassero futuristi, espressionisti, metafisici, surrealisti, dadaisti, gli artisti di questa generazione volevano cambiare tutto.
Le loro battaglie artistiche diedero una nuova impronta a tutta l'arte del Novecento.
Gli elementi fondamentali delle avanguardie, secondo vari studiosi, sono stati: attivismo esasperato, entusiastico senso dell'avventura, gusto di opposizione e antagonismo, tendenza alla negazione, al nichilismo, all'agonismo. Un altro elemento importante per inquadrare i movimenti di avanguardia è stata la relazione fra oggettività e soggettività che i gruppi hanno attuato: per alcuni di essi è esistita solo la sfera soggettiva estremizzata formata da stati onirici e inconsci, istinti e energia vitale, mentre per altri movimenti è esistito solo l'ambito oggettivo assoluto ricavabile dalle discipline scientifiche, oppure anche l'insieme dei due mondi in alternanza e sovrapposti.
I movimenti d'avanguardia spesso risultano intrecciati alla scienza e alle sue applicazioni tecnologiche: basti pensare alle leggi ottiche enfatizzate dagli Impressionisti, le passioni per l'aviazione e per l'elettricità evidenziate dai Futuristi, la psicoanalisi sviscerata dai Surrealisti, la fisica nucleare ispiratrice della pittura informale.
Uno degli scopi dei movimenti di avanguardia è la "morte dell'arte" tradizionale e canonica, realizzabile attraverso l'annullamento del momento comunicativo o con l'identificazione dell'espressione artistica con un'altra azione del fare umano, come ad esempio l'urlo degli Espressionisti, l'impiego improprio di alcuni oggetti, il ribaltamento di ogni scala di valori. I gruppi di avanguardia attuano una opposizione alla cultura dominante o appartandosi aristocraticamente o partecipando rumorosamente al dibattito pubblico.

### Le prime avanguardie
Charles Baudelaire fu il primo ad applicare il termine avanguardia, tipico del linguaggio militare, per definire con ironia gli scrittori francesi di sinistra. Il termine, ancora oggi, si riferisce quindi a tutti i movimenti di opposizione e di sperimentazione di forme nuove sia nell'ambito letterario quanto in quello pittorico, musicale e artistico in genere. 
È nel primo decennio del Novecento che sorgono i veri movimenti tipici dell'avanguardia, come l'espressionismo e la dodecafonia in Germania e in Austria con Vasilij Kandinskij, Georg Trakl, il futurismo in Italia con Filippo Tommaso Marinetti e Umberto Boccioni (che si svilupperà poi in Russia con Vladimir Majakovskij, e in Inghilterra con l'affine vorticismo) l'imagismo in Gran Bretagna e negli Stati Uniti con Ezra Pound e nel primo dopoguerra con il dadaismo e il surrealismo. Il manifesto di questi movimenti consiste nella provocatoria distruzione delle tradizionali forme estetiche intese, come teorizzava Hegel, nella "morte dell'arte". Nel rifiutare l'arte borghese era infatti palese il rifiuto della società borghese e quindi una tendenza delle avanguardie verso le ideologie e i movimenti rivoluzionari.
Tali movimenti ebbero filiazioni anche extraeuropee. Si veda il caso del Giappone, che ebbe negli anni '20-'30 un nutrito gruppo locale di dadaisti, surrealisti e futuristi, e propose proprie versioni delle avanguardie, come nel caso dei Neo-percezionisti (Shinkankakuha), di cui fecero parte anche il giovane Yasunari Kawabata, poi premio Nobel per la letteratura nel 1968, e Riichi Yokomitsu.

### Le seconde avanguardie
Nel secondo dopoguerra, pur in tempi differenti, si assiste alla rinascita di sperimentazioni di diversi linguaggi estetici. I nuovi gruppi di intellettuali si sentono chiamati a interpretare la società, ora in piena ricostruzione e sviluppo, e tra gli anni cinquanta e sessanta intensificano la loro attività. A differenza delle precedenti avanguardie storiche, le nuove avanguardie abbandonano ogni atteggiamento di polemica spettacolare e sembrano piuttosto decise a conquistare gli spazi rubati e deteriorati dai mass media. La maggior parte delle esperienze delle nuove avanguardie si rifanno all'ideologia marxista, apportando in più temi antropologici e psicoanalitici.
In Italia nasce per primo, nel 1947, il Gruppo Forma 1, di ispirazione marxista, formato da Carla Accardi, Antonio Sanfilippo, Pietro Consagra, Ugo Attardi, Piero Dorazio, Mino Guerrini, Achille Perilli e Giulio Turcato. Una parte di questi artisti aderirà o intreccerà rapporti con il M.A.C.(Movimento arte concreta) fondato a Milano nel 1948 da Atanasio Soldati, Gillo Dorfles, Bruno Munari, Gianni Monnet. Questo movimento si pone come fine di dare impulso all'arte non figurativa, ed in particolare ad un tipo di astrattismo libero da ogni imitazione e riferimento con il mondo esterno, di orientamento prevalentemente geometrico.   In Germania nasce il Gruppo 47, rappresentato da Günter Grass e Heinrich Böll che esprimono l'ideale democratico di ricostruire la cultura del paese. In Catalogna nasce, anche nel 1947, il gruppo Dau al Set intorno all'omonima rivista, con il poeta Joan Brossa, il pittore Antoni Tàpies ed altri. In Francia nascono, all'interno della rivista Tel quel, letterati che dichiarano di voler abbattere i codici culturali tradizionali a favore delle nuove teorie freudiane e delle teorie strutturaliste, come Roland Barthes, Philippe Sollers e Alain Robbe-Grillet. Non senza importanza è stato in questo periodo il contributo di tutti quei movimenti culturali degli Stati Uniti che con la pittura gestuale, il cinema underground, la pop art e le performance teatrali hanno gettato una ventata nuova colta da tutti i paesi.
In Italia l'azione della neoavanguardia (o "nuova avanguardia") si colloca entro limiti temporali ben definiti. In quello che si può definire l'ultimo movimento letterario del Novecento si possono distinguere due periodi. Il primo periodo può essere datato partendo dal 1956, anno in cui fu fondata la rivista Il Verri e pubblicata l'opera di Edoardo Sanguineti Laborintus, fino al 1962, anno della pubblicazione di Opera aperta di Umberto Eco e del quinto numero della rivista Il Menabò. Il secondo periodo inizia nel 1963 con il primo convegno di Palermo e si conclude con l'ultimo numero di Quindici. Nei primi sette anni si assiste alla formazione e alla crescita della nuova avanguardia o neoavanguardia come alcuni preferiscono chiamarla, mentre negli altri sette anni si delimita il momento di maggior forza del Gruppo 63, al quale fa seguito la crisi e la fine dell'esperienza collettiva. Soprattutto il Gruppo 63 con Angelo Guglielmi, Alfredo Giuliani, Renato Barilli, Umberto Eco e Alberto Arbasino ha cercato di modificare il rapporto tra linguaggio e letteratura decretando il primato del primo nella costruzione dei significati di un testo.

### Le terze avanguardie
Sono un fenomeno tipicamente italiano, dovuto al fatto che in Italia le neoavanguardie hanno avuto un ampio riscontro, suscitato dibattiti e polemiche feroci: perciò le discussioni e le sperimentazioni sono proseguite anche al di là dello scioglimento ufficiale del Gruppo 63.
Non solo gli autori già attivi negli anni Cinquanta-Sessanta hanno continuato a praticare scritture anomale, ma altri se ne sono aggiunti. La continuità dell'avanguardia è stata assicurata dai percorsi di autori come Amelia Rosselli, Paolo Volponi, Edoardo Cacciatore, Emilio Villa, Mario Lunetta, Franco Cavallo, Vito Riviello, Cesare Ruffato, Gianni Toti, Lamberto Pignotti, Eugenio Miccini, Giovanni Fontana. Inoltre, un serbatoio di procedimenti intersemiotici ereditati dalle avanguardie storiche è stato costituito dalle espressioni della poesia visiva e della poesia sonora, in performance, convegni e meetings internazionali.
Un segnale della ripresa del dibattito sull'avanguardia si aveva alla metà degli anni Ottanta, con il convegno della rivista Alfabeta su Il senso della letteratura (Palermo 1984) e poi con le Tesi di Lecce (1987). Tra la fine degli anni Ottanta e l'inizio dei Novanta, si registrava l'iniziativa di alcuni gruppi di autori più giovani, intenzionati a riaprire - sia pure con molti distinguo e differenze interne - il dossier dell'avanguardia. Dapprima nelle modalità ironiche del Gruppo '93 (in cui hanno operato autori dei gruppi K. B., Baldus, Altri Luoghi), poi nel panorama più ampio descritto e commentato nella antologia Terza Ondata (Filippo Bettini e Roberto Di Marco, Synergon 1993). Il gruppo d'avanguardia Fantalogica, con ricerche pubblicate sul mensile diretto da Gaetano Marinò, il Fantalogico (Reg. Trib. Civ. di Roma n. 00283/93 (8-7-93).)
I caratteri principali di questo periodo, in cui ci si è confrontati soprattutto con la dominante nozione di postmoderno, sono: il recupero straniato del linguaggio obsoleto e delle forme letterarie; la ripresa della nozione di allegoria in senso ampio (secondo la teorizzazione di Walter Benjamin); un concetto di avanguardia in continua contraddizione con se stessa, in lotta contro lo spettro della sua stessa impossibilità, nell'epoca della comunicazione scorrevole.
Ulteriori proposte e iniziative sono state portate avanti dalle riviste Terra del Fuoco e Bollettario, dall'Almanacco Odradek e da editori come Fabio D'Ambrosio Editore, Vanni Scheiwiller, Oèdipus e Campanotto.
Negli ultimi anni, nuovi autori si sono affacciati e, con l'inizio del Terzo Millennio, l'avanguardia si sta configurando in forme modificate, che restano ancora da indagare.

## Documentari
- End of the Art World di Alexis Krasilovsky (1971)